# Втор-Бутиллитий
втор-Бутиллитий (s-BuLi) — литийорганическое соединение с формулой C4H9Li, производное бутана, в котором атом водорода при вторичном атоме углерода замещен на литий.

## Получение
Основной метод получения основан на взаимодействии втор-бутилхлорида с металлическим литием в углеводородных растворителях. Поскольку концентрация растворов реагента не всегда известна, втор-бутиллитий перед использованием титруют втор-бутиловым спиртом, используя 1,10-фенантролин или 2,2'-бихинолин в качестве индикатора.

## Физические свойства
втор-Бутиллитий представляет собой жидкость, бесцветную либо желтоватую. Медленно разлагается с выделением гидрида лития. Растворяется в углеводородных растворителях и простых эфирах. Бурно реагирует с водой и другими протонными растворителями. Обычно поставляется в виде 1,3 М раствора в циклогексане. В углеводородах втор-бутиллитий образует тетрамеры, в тетрагидрофуране он мономерен. При добавлении третичных полиаминов (TMEDA, DABCO и др.) его реакционная способность увеличивается.

## Применение в органическом синтезе
Основная область использования втор-бутиллития — отщепление протонов от слабых кислот, часто в данном случае называемое литиированием. Несмотря на то, что отщепить протоны от терминальных алкинов, триарилметанов, метилзамещённых гетероароматических соединений и т. п. можно при помощи менее реакционноспособного и более удобного в обращении н-бутиллития, втор-бутиллитий применяется для ещё более слабых кислот или в случаях, когда необходимо использовать менее нуклеофильный реагент.
Реакции литиирования втор-бутиллитием обычно проводят в диэтиловом эфире, тетрагидрофуране и диметиловом эфире. Эти растворители обладают донорными свойствами и координируются с реагентом, увеличивая его реакционную способность. Считается, что это связано с деполимеризацией реагента в эфирных растворителях. Подобное улучшение химических свойств приводит к тому, что втор-бутиллитий начинает реагировать с молекулами растворителя, отщепляя протоны в α-положении при повышенной температуре. Так, при +20 °С максимальное время жизни втор-бутиллития в диэтиловом эфире составляет около одного часа, поэтому проведение реакций в сильно отрицательных температурах (–78 °С) практически обязательно.

## Безопасность
Растворы втор-бутиллития пирофорны и могут спонтанно возгораться при контакте с воздухом. Сосуды, содержащие втор-бутиллитий необходимо продувать инертным газом, чтобы исключить подобный контакт. В случае возникновения пожара нужно пользоваться порошковым огнетушителем и не пытаться погасить пламя водой либо огнетушителем, содержащим галогенированные углеводороды. При работе с этим реагентом важно все действия выполнять за защитным экраном. Операции по переносу втор-бутиллития производятся стандартными методами через шприц или иглу.